# Mandolinenbanjo

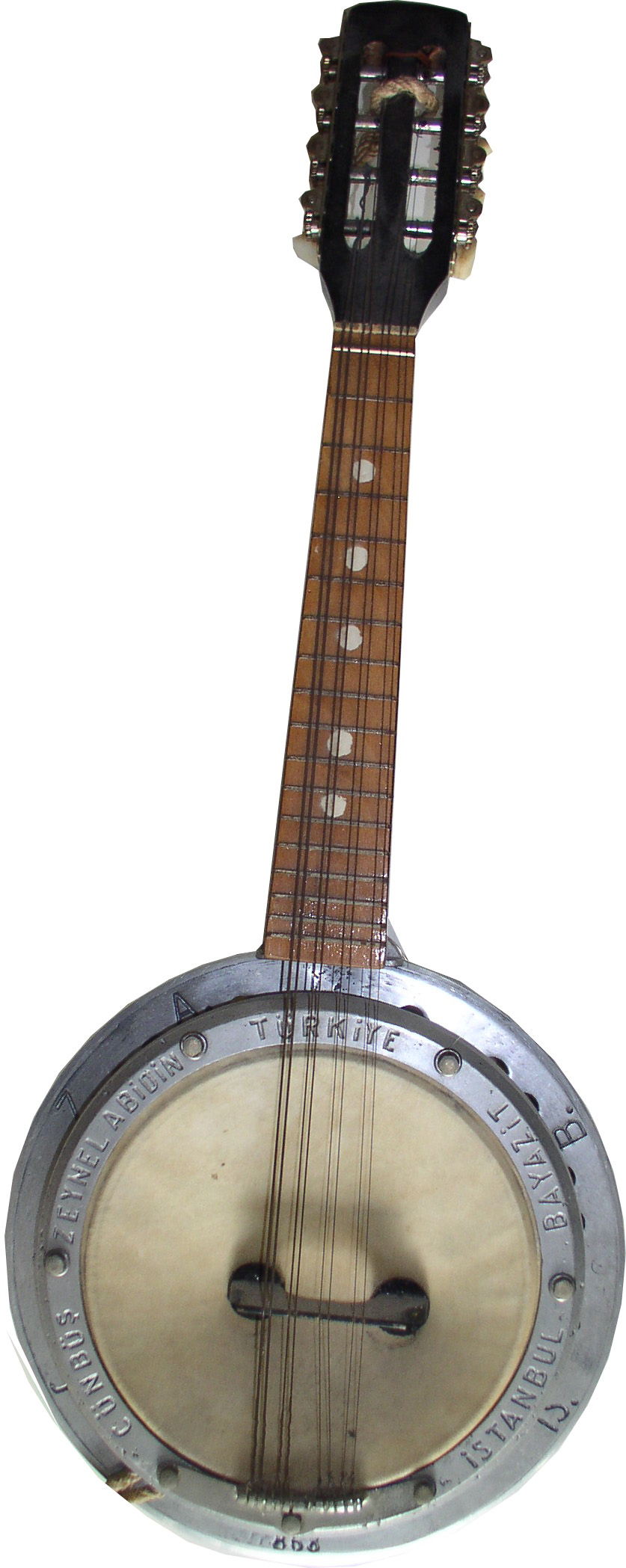
Mandocümbüş mit Metallkorpus

Das Mandolinenbanjo (auch Mandolinbanjo, oft auch Banjoline) ist ein 8-saitiges Zupfinstrument. Es vereint Baumerkmale des Banjos mit der Besaitung und Korpus- und Halslänge der Mandoline.

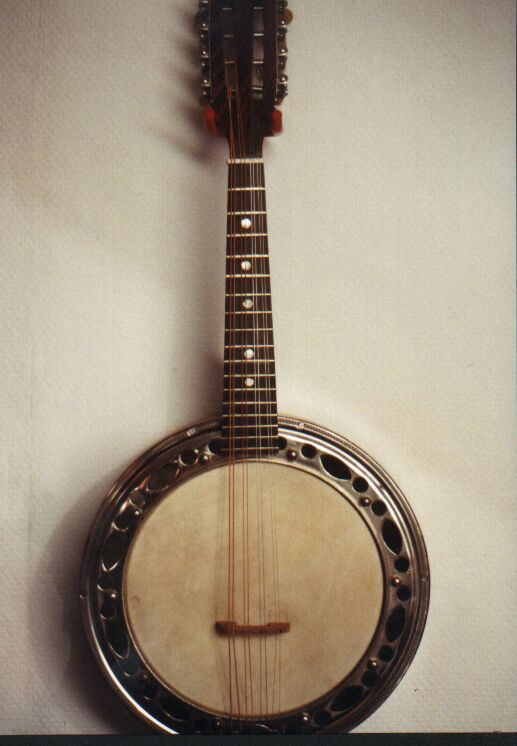
Mandolinenbanjo mit Holzkorpus

Das erste Mandolinenbanjo wurde im Jahr 1885 patentiert, richtig populär wurde es ab 1890. Typisch für das Instrument ist das über den Kessel reichende, erweiterte Griffbrett. 
Ab 1910 wurde das Mandolinenbanjo häufig als Begleitinstrument in der Tanzmusik verwendet. Durch die Doppelbesaitung (8 Saiten) entstanden jedoch unerwünschte Nebeneffekte und so wurden von vielen Musikern die Doppelsaiten einfach weggelassen (4 Saiten). Darauf wurden auch die Hersteller aufmerksam und so kam bald ein viersaitiges, wie die Mandoline gestimmtes Banjo auf den Markt, das Banjolin.
Die Stimmung des Mandolinenbanjos ist g d’ a’ e’’.
In der Türkei ist eine Cümbüş-Variante verbreitet. Sie  besitzt einen Aluminiumkorpus.